# NGC 4132
NGC 4132 is een spiraalvormig sterrenstelsel in het sterrenbeeld Hoofdhaar. Het hemelobject werd op 11 april 1785 ontdekt door de Duits-Britse astronoom William Herschel.

## Synoniemen
- MCG 5-29-20
- ZWG 158.30
- KUG 1206+295A
- IRAS 12064+2931
- PGC 38593